# 蒂尔塞 (科多尔省)
蒂尔塞（法語：Turcey，法語發音：[tyʁsɛ]）是法国科多尔省的一个市镇，位于该省中部，属于第戎区。

## 地理
蒂尔塞（47°24'22"N, 4°43'2"E）面积12.45 平方千米，位于法国勃艮第-弗朗什-孔泰大區科多尔省，该省份为法国中东部省份，北起奥布省，西接涅夫勒省和约讷省，南至索恩-卢瓦尔省，东南接汝拉省，东临上索恩省，东北部与上马恩省接壤。
与蒂尔塞接壤的市镇（或旧市镇、城区）包括：韦雷苏萨尔迈斯、下布莱西、布利尼勒塞克、尚普勒诺、沙朗塞、圣埃利耶、圣马丹迪蒙、特鲁欧、维洛特圣塞纳。

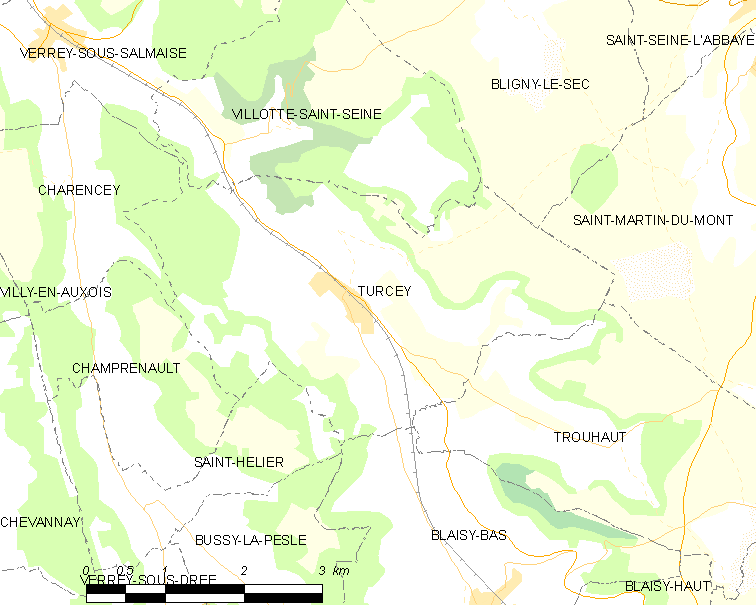
的OSM定位图

蒂尔塞的时区为UTC+01:00、UTC+02:00（夏令时）。

## 行政
蒂尔塞的邮政编码为21540，INSEE市镇编码为21648。

## 政治
蒂尔塞所属的省级选区为方丹莱第戎县。

## 人口

1962-2008年间人口变化图示

蒂尔塞于2022年1月1日时的人口数量为181人。